# قائمة الجامعات في إسطنبول
هذه قائمة الجامعات في إسطنبول تسرد الجامعات داخل حدود مدينة إسطنبول.

## الجامعات العامة
| الاسم                           | عام التأسيس |
| ------------------------------- | ----------- |
| جامعة إسطنبول                   | 1453        |
| جامعة بوغازجي                   | 1863        |
| جامعة غلطة سراي                 | 1992        |
| جامعة إسطنبول مدنيات            | 2010        |
| جامعة إسطنبول التقنية           | 1773        |
| جامعة مرمرة                     | 1883        |
| جامعة معمار سنان للفنون الجميلة | 1882        |
| جامعة يلدز التقنية              | 1911        |

## جامعات خاصة
| الاسم                         | تاريخ التأسيس | المؤسسة                                                 |
| ----------------------------- | ------------- | ------------------------------------------------------- |
| جامعة أجيبادام                | 2007          | مؤسسة أجيبادام للصحة والتعليم                           |
| جامعة ألتينباش                | 2008          | مؤسسة محمد ألتنباش للتعليم والثقافة                     |
| جامعة أسكدار                  | 2011          | مؤسسة القيم الإنسانية والصحة الروحية                    |
| جامعة بهجيشهر                 | 1998          | مؤسسة بهجيشهر أوغور التعليمية                           |
| جامعة بيكنت                   | 1997          | مؤسسة آدم جيليك بيكينت التعليمية                        |
| جامعة مؤسسة بيزميالم          | 2010          | مؤسسة بيزميالم                                          |
| جامعة دوجوش                   | 1997          | مؤسسة دوجوش التعليمية                                   |
| جامعة الفاتح السلطان محمد     | 2010          | مؤسسة الفاتح السلطان محمد                               |
| جامعة حليش                    | 1998          | مؤسسة اللوكيميا للأطفال                                 |
| جامعة إيشيك                   | 1996          | مؤسسة فايزي ميكتيبليري                                  |
| جامعة إسطنبول 29 مايو         | 2010          | مؤسسة التقوى التركية                                    |
| جامعة إسطنبول أريل            | 2007          | مؤسسة كمال غوزوكارا للتربية والثقافة                    |
| جامعة إسطنبول أيدين           | 2007          | مؤسسة الأناضول للتربية والثقافة                         |
| جامعة إسطنبول بيلجي           | 1996          | مؤسسة بيلجي للتربية والثقافة                            |
| جامعة إسطنبول بيليم           | 2006          | مؤسسة أمراض القلب التركية                               |
| جامعة إسطنبول التجارية        | 1992          | مؤسسة التعليم والخدمات الاجتماعية في غرفة تجارة إسطنبول |
| جامعة إسطنبول كولتور          | 1997          | مؤسسة كلية كولتور التعليمية                             |
| جامعة إسطنبول ميديبول         | 2009          | مؤسسة ميديبول للتعليم والصحة                            |
| جامعة أوكان إسطنبول           | 1999          | مؤسسة أوكان للثقافة والتعليم والرياضة                   |
| جامعة إسطنبول صباح الدين زعيم | 2010          | مؤسسة اليم يايما                                        |
| جامعة استيني                  | 2015          | مؤسسة القرن الحادي والعشرين الأناضول                    |
| جامعة قادر هاس                | 1992          | مؤسسة قادر هاس                                          |
| جامعة كوتش                    | 1992          | مؤسسة وهبي كوتش                                         |
| جامعة مالتيب                  | 1997          | مؤسسة إسطنبول مرمرة التعليمية                           |
| جامعة إم إف إف                | 2012          | مؤسسة إبراهيم أركان للتعليم والبحث العلمي               |
| جامعة نيشانتاشي               | 2012          | مؤسسة إنجين فيكيرلي للتعليم والثقافة                    |
| جامعة أوزيين                  | 2007          | مؤسسة حسن أوزيين                                        |
| جامعة بيري ريس                | 2008          | مؤسسة التعليم البحري التركي                             |
| جامعة سابانجي                 | 1996          | مؤسسة سابانجي                                           |
| جامعة يدي تبيه                | 1996          | مؤسسة إسطنبول للتربية والثقافة                          |
| جامعة يني يوزيل               | 2009          | مؤسسة وطن للصحة والتعليم                                |

## المدارس المهنية الخاصة
| الاسم                                | التأسيس | المؤسسة                                                  |
| ------------------------------------ | ------- | -------------------------------------------------------- |
| المدرسة الأوروبية للتعليم العالي     | 2009    | مؤسسة التعليم الأوروبية                                  |
| مدرسة بيكوز اللوجستية للتعليم العالي | 2009    | مؤسسة البحوث اللوجستية والتعليم في تركيا                 |
| مدرسة جيديك للتعليم العالي           | 2010    | مؤسسة جيدك للتعليم والمساعدات الاجتماعية                 |
| مدرسة إسطنبول غيليشيم للتعليم العالي | 2009    | مؤسسة غليشيم للتعليم والثقافة والصحة والخدمات الاجتماعية |
| مدرسة إسطنبول كافرام للتعليم العالي  | 2009    | مؤسسة كافرام التعليمية                                   |
| مدرسة نيشانتاشي للتعليم العالي       | 2010    | مؤسسة إنجين فيكيرلي للتعليم والثقافة                     |
| مدرسة أفلاطون للتعليم العالي         | 2010    | مؤسسة ريفا                                               |